# رملاوية تطوانية
رملاوية تطوانية (الاسم العلمي: Ramlibacter tataouinensis) هي نوع من البكتيريا، سلبية الغرام، تتبع جنس ال.